# セレン酸
セレン酸（セレンさん、selenic acid）は化学式H2SeO4で表されるセレンのオキソ酸の一種である。セレンを中心に4つの酸素原子が結合している。原子価殻電子対反発則により四面体構造を取ると予測される通り硫酸およびその塩と同型であることが確認されている。ガラスの脱色に用いる。セレン酸およびセレン酸塩は医薬用外毒物の指定を受ける。

## 合成
二酸化セレンと過酸化水素との反応により生成される。
{\displaystyle {\ce {SeO2\ + H2O2 -> H2SeO4}}}
無水の結晶として得るためには、この反応溶液を140℃以上で減圧すればよい。

## 化学的性質・反応
硫酸と同様に吸湿性の強酸であり、水によく溶解する。高濃度の溶液は粘性が高い。一水和物、および二水和物の結晶が報告されている。さらに硫酸と同様、強い脱水作用および有機物の炭化作用をもつ。
セレン酸の第一水和エンタルピー変化および溶解エンタルピー変化は以下の通りである。溶解熱は硫酸よりやや小さくなるが、これは液体の硫酸と異なり固体の溶解熱で、融解熱（14.4 kJ mol−1, 333 K）の分小さくなる。
{\displaystyle {\ce {H2SeO4(s)\ +H2O(l)\ \rightleftarrows \ H2SeO4\cdot H2O(s)}}} , {\displaystyle \ \Delta H^{\circ }={\rm {-24.7\ kJmol^{-1}}}}
{\displaystyle {\ce {H2SeO4(s) -> H^+(aq)\ + HSeO4^-(aq)}}} , {\displaystyle \ \Delta H^{\circ }={\rm {-51.5kJmol^{-1}}}}
一方、反応速度は遅いものの硫酸より酸化力が強く、塩化物イオンを塩素へと酸化する。このときセレン酸は亜セレン酸へと還元される。さらに熱濃溶液は金でさえ溶解するほど酸化力が強く、標準酸化還元電位は以下の通りであり、また水溶液を210℃以上に加熱すると酸素を放出して亜セレン酸となる。
{\displaystyle {\ce {SeO4^{2-}(aq)\ +4H^{+}(aq)\ +2{\mathit {e}}^{-}=H2SeO3(aq)\ +H2O(l)}}} , {\displaystyle E^{\circ }{\rm {=1.151V}}}
{\displaystyle {\ce {SeO4^{2-}(aq)\ + 4 H^+(aq)\ + 2 Cl^- -> H2SeO3(aq)\ + Cl2(aq)\ + H2O(l)}}}
{\displaystyle {\ce {6 H2SeO4\ + 2 Au -> Au2(SeO4)3\ + 3 H2SeO3\ + 3 H2O}}}
セレン酸とフルオロスルホン酸の反応により、二フッ化二酸化セレンが生成する(沸点 −8.4˚C)。
{\displaystyle {\ce {H2SeO4\ + 2 HO3SF -> SeO2F2\ + 2 H2SO4}}}

### 水溶液中の電離平衡
セレン酸は水溶液中では強い二塩基酸として働き、一段目はほぼ完全解離、二段目はやや不完全となる点は硫酸と類似する。
{\displaystyle {\ce {H2SeO4(aq)\ +H2O(l)\ \rightleftarrows \ \ H3O^{+}(aq)\ +HSeO4^{-}(aq)\ }}},    pKa1 = -
{\displaystyle {\ce {HSeO4^{-}(aq)\ +H2O(l)\ \rightleftarrows \ \ H3O^{+}(aq)\ +SeO4^{2-}(aq)\ }}},    pKa2 = 1.70
二段階目の解離に関するエンタルピー変化、ギブス自由エネルギー変化、エントロピー変化は以下の通りである。解離に伴いエントロピーが減少するのは、電荷の増加に伴いイオンの水和の程度が増加し、電縮が起こり水分子の水素結合による秩序化の度合いが増加するからである。
|          | {\displaystyle {\Delta }H^{\circ }} | {\displaystyle {\Delta }G^{\circ }} | {\displaystyle {\Delta }S^{\circ }} |
| -------- | ----------------------------------- | ----------------------------------- | ----------------------------------- |
| 第二解離 | −17.5 kJ mol−1                      | 10.9 kJ mol−1                       | −95.4 J mol−1K−1                    |

## セレン酸イオン
セレン酸の第一段階電離により、セレン酸水素イオン（せれんさんすいそいおん、hydrogenselenate, HSeO4−）、第二段階解離によりセレン酸イオン（せれんさんいおん、selenate, SeO42−）を生成し、セレン酸イオンは正四面体型構造であり硫酸イオンに類似し、Se−O結合距離は166pmである。

## セレン酸塩
セレン酸イオンを含むイオン結晶である正塩のセレン酸塩（せれんさんえん、selenate）、およびセレン酸水素イオンを含む水素塩（酸性塩）であるセレン酸水素塩（せれんさんすいそえん、hydrogenselenate）が存在する。
多くのものが水に可溶である一方でアルカリ土類金属塩および鉛塩は溶解度が小さいが、対応する硫酸塩よりも溶解度が大きい。